# 단체교섭
단체교섭(團體交涉, 영어: collective bargaining)는 근로자 단체인 노동조합과 사용자(또는 그 단체)가 임금. 노동시간, 근로조건 등에 관한 결정을 내리기 위해 행하는 교섭이다. 단체교섭의 결과는 단체협약으로 체결되었고, 법에 의해 단체교섭과 노사협의회에서 결정할 사항이 구별되어 있는데, 단체교섭은 임금, 노동시간, 근로조건 등이 노사간 이해가 대립되는 것을 다루게 되어 있고, 노사협의회에서는 생산성의 향상, 근로자 복지, 고충의 처리 등에 주요 대상이다.

## 같이 보기
- 협동조합주의
- 결사의 자유
- 노동경제학
- 노동법
- 단결권 및 단체교섭권 협약

## 참고 문헌
- 정창영 《제2판 경제학원론》(법문사)